# Michael Hereth
Michael Hereth (* 1. Dezember 1938 in Bayreuth) ist ein deutsch-französischer Politikwissenschaftler.

## Ausbildung
Nach dem Abitur am Eberhard-Ludwigs-Gymnasium in Stuttgart studierte er an der Ludwig-Maximilians-Universität München Volkswirtschaft und promovierte in Erlangen zum Dr. phil. Seine Lehrer waren Erich Preiser (Volkswirtschaftslehre) und Eric Voegelin (Politische Wissenschaft) sowie Waldemar Besson (Doktorvater in Erlangen).

## Beruf
Nach Tätigkeiten bei der Friedrich-Ebert-Stiftung und der Georg-von-Vollmar-Akademie wurde Hereth 1968 wissenschaftlicher Assistent bei Peter Weber-Schäfer in Bochum (Ostasienwissenschaften und Politik). 1972 wurde er Inhaber des Lehrstuhls für Politikwissenschaft an der Gesamthochschule Duisburg. 1976 nahm er einen Ruf an die Universität der Bundeswehr Hamburg an. Es folgten zahlreiche Forschungsaufenthalte in den USA (Harvard und New York) und Frankreich. In Hamburg blieb er bis zur Emeritierung im Jahre 2001.
Hereth lebt heute in Südfrankreich, ist zum dritten Mal verheiratet und hat zwei Kinder.

## Politik
Hereth war Landesvorsitzender und danach für kurze Zeit stellvertretender Bundesvorsitzender des Liberalen Studentenbundes Deutschlands, 1961 folgt der Eintritt in die SPD. Als Student und danach bis zum Jahre 1968 gehörte er zum Freundeskreis um den ehemaligen stellvertretenden Bundesvorsitzenden und bayerischen Landesvorsitzenden der SPD, Waldemar von Knoeringen, der eine Reformierung und Modernisierung der SPD anstrebte.
1970 wurde er im Bochumer Wahlkreis 107 (Bochum III) für die SPD in den Landtag von Nordrhein-Westfalen gewählt; 1975 lehnt er eine erneute Kandidatur ab.

## Publikationen
- (mit Waldemar von Knoeringen u. a.) Mobilisierung der Demokratie, München 1966.
- (Hrsg.) Junge Republik, München 1966.
- Parlamentarische Opposition in der Bundesrepublik Deutschland, München 1969.
- Die Reform des Deutschen Bundestages, Köln 1971.
- Freiheit, Politik und Ökonomie, München, 1974.
- (Mitverfasser) Godesberg und die Gegenwart, Bonn 1975.
- Der Fall Rudel oder die Hoffähigkeit der Nazi-Diktatur, Reinbek 1977.
- Alexis de Tocqueville – Die Gefährdung der Freiheit in der Demokratie, Stuttgart 1979 (amerik. ed. Duke 1986).
- (Hrsg. mit Jutta Hoeffken) Alexis de Tocqueville – Zur Politik in der Demokratie, Baden-Baden 1981.
- Alexis de Tocqueville – Zur Einführung, Hamburg 1991 und 2001.
- Montesquieu – Zur Einführung, Hamburg 1995 und 2003.

Er verfasste Aufsätze zu Parlamentarismus, Politik und Ökonomie, Adam Smith, Lord Bolingbroke, Alexis de Tocqueville, Montesquieu, Carl von Clausewitz, Parteiendemokratie, New Left in den USA und Anselm von Canterbury.